# Vilkpėdė
Vilkpėdė är en stadsdel i Litauens huvudstad Vilnius. Vilkpėdė ligger 132 meter över havet och antalet invånare är 21 346.